# Юн Кога
Юн Кога (яп. 高河ゆん, кириліз.: ко:га юн) — японська манґака, що здобула свою відомість, головним чином, за такі роботи як: Earthian й Loveless. Справжнє ім'я — Ріса Ямада (яп. 山田 理 沙, кириліз.: Ямада Ріса). Народилася в Токіо 9 липня 1965-го року. Місце проживання — Токіо, район Сетагая. В 1986-му році виходить її перша манга — Metal Heart, з якої почалася кар'єра Когі Юн як художниці та ілюстратора, до цього та створювала додзінсі, будучи простим любителем. Кога Юн стала одним з основоположників жанру Сьонен-аі, у неї запам'ятовується стиль малюнку. Зараз популярна як на батьківщині в Японії, так і в багатьох інших країнах світу.

## Досягнення
Вона почала свою кар'єру як додзінсі-художник, створюючи додзінсі для робіт, таких як Saint Seiya, Captain Tsubasa та Maōden.
Вона дебютувала в комерційному журналі з оригінальної роботи Metal Heart (частинами в Kobunsha Comic VAL від листопада 1986 року). Після її дебюту, вона продовжує вносити свій вклад в численних додзісі роботах. Тим не менш, через розпуск в Dojin, Яджо Тейкоку, який вона засновала з Макі Чікура, призвело до численних розривів від своїх комерційних робіт. У зв'язку з цим, було неповні роботи написані нею в цей період.
Під час її років навчання у середній школі, вона була шанувальником манґи Масамі Курумада - Ring ni Kakero, Fūma no Kojirō, Saint Seiya та B't X (частинами у Weekly Shonen Jump), відправляла Курумаді численні фан-листи з проханням зустрітися з ним, після чого Курумада, нарешті, погодився, запросивши її на своє робоче місце.
Коли її запитали про її псевдонім в інтерв'ю у вересні 2006 року в журналі Puff, вона відповіла, що вона спочатку вважала, що зробить його Джун Кога, але згодом змінила його на Юн Кога.
Серед її відзначених робіт Loveless, який публікувався за частинами в Monthly Comic Zero Sum з 2002 року, а також її робота Tenshichō (яп. 天使庁). Вона також працювала ілюстратором на відомий літературний журнал Faust magazine.
У 2007 році вона сприяла символьні конструкції в Sunrise відомому аніме-серіалі, Mobile Suit Gundam 00.

## Манґа

### Поточні роботи
| Назва                                                                                        | Кількість томів | Поточний статус                         |
| -------------------------------------------------------------------------------------------- | --------------- | --------------------------------------- |
| B-gata Doumei (яп. B型同盟)                                                                  | 1               | Не видається у жодному журналі          |
| Genji (яп. 源氏)                                                                             | 8               | Не видається у жодному журналі          |
| Yajou Teikoku (яп. 夜嬢帝国)                                                                 | 1               | Не видається у жодному журналі          |
| Arisu in Wonderland (яп. ありす IN WONDERLAND)                                               | 2               | Не видається у жодному журналі          |
| Vanpu - Kyuuketsu no To - (яп. ヴァンプ-吸血の徒-)                                           | 0               | Не видається у жодному журналі          |
| Hurricane Hill (яп. ハリケーン・ヒル)                                                        | 0               | Не видається у жодному журналі          |
| Chronicle (яп. クロニクル)                                                                   | 1               | Не видається у жодному журналі          |
| Loveless (яп. LOVELESS)                                                                      | 12              | Видається з 2001 року у Comic Zero-Sum. |
| Tenshichou (яп. 天使庁)                                                                      | 0               | Не видається у жодному журналі          |
| Kill Me (яп. KILL ME)                                                                        | 0               | Не видається у жодному журналі          |
| Satou-kun to Tanaka-san -The blood highschool (яп. 佐藤くんと田中さん -The blood highschool) | 1               | Видається з 2007 року у Zero-Sum Ward.  |

### Завершені роботи
| Назва                                                                            | Видавець                               | Кількість томів |
| -------------------------------------------------------------------------------- | -------------------------------------- | --------------- |
| Earthian (яп. アーシアン)                                                        | Shinshokan Wings Comics                | 3               |
| Saffron Zero Beat (яп. サフラン・ゼロ・ビート)                                   | Shinshokan Wings Comics                | 1               |
| Kodomotachi wa Yoru no Juunin (яп. 子供たちは夜の住人)                           | Tairikusyobou ALC・deluxe              | 2               |
| Rōrakaizā (яп. ローラカイザー)                                                   | Akita Shoten Princess Comics           | 4               |
| REN AI - Renai - (яп. REN-AI 恋愛)                                               | Akita Shoten Princess Comics           | 3               |
| You're My Only Shinin' Star (яп. You're My Only Shinin' Star 君はぼくの輝ける星) | Kodansha Party Comics                  | 1               |
| Kiga Ichizoku (яп. 飢餓一族)                                                     | Gakken Piti Comics DX                  | 1               |
| Gestalt (яп. 超獣伝説ゲシュタルト)                                               | Square Enix GFC                        | 8               |
| Yousei Jiken (яп. 妖精事件)                                                      | Kodansha Afternoon KC DX               | 5               |
| La Vie en Rose (яп. LA VIE EN ROSE)                                              | Akita Shoten Princess Comics DX        | 2               |
| Renai Crown (яп. 恋愛-CROWN-)                                                    | Soubisya Crimson Comics                | 4               |
| Hapipuri (яп. はぴぷり)                                                          | Gakken Piti Comics DX                  | 1               |
| Earthian Gaiden Himitsu no Hanazono (яп. アーシアン外伝 秘密の花園)              | Shueisha Sobisha Comics                | 1               |
| Mobile Suit Gundam 00 in those days (яп. 機動戦士ガンダム00 in those days)       | Kadokawa Shoten Kadokawa Comics Series | 1               |

### Короткі роботи
Ці короткі роботи видавалися тільки в журналах, вони ніколи не публікувалися в танкобонах.
| Назва                                       | Рік видання | Журнал           |
| ------------------------------------------- | ----------- | ---------------- |
| Metal Heart (яп. メタルハート)              | 1986        | Comic Val        |
| Mind Size (яп. マインドサイズ)              | 1987        | Val Pretty       |
| Glass Magic (яп. グラス・マジック)          | 1988        |                  |
| Hot Staff '88 (яп. ほっと・すたっふ'88)     | 1988        | Hana to Yume EPO |
| Ōkami wo Meguru Bouken (яп. 狼をめぐる冒険) | 1989        | Hana to Yume EPO |
| Kugatsu no Natsu (яп. 9月の夏)              | 1989        | Hana to Yume EPO |
| Yakusoku no Natsu (яп. 約束の夏)            | 1991        | Wings            |
| Yousei Jiken 1992 (яп. 妖精事件 1992)       | 1992        | Morning          |
| Kurayamizaka (яп. 暗闇坂)                   | 1999        | Afternoon        |

### Спільні роботи
| Назва                                                                       | Спільно з ким        | Внесок                        |
| --------------------------------------------------------------------------- | -------------------- | ----------------------------- |
| Wakakusa Monogatari (яп. 若草物語)                                          | Луїза Мей Алькотт    | Ілюстрації і сценарій (1 том) |
| Choushinka Enasu (яп. 超新化エナス)                                         | Toshiki Hirano       | Ілюстрації і сценарій         |
| Carol - K (яп. CAROL-K)                                                     | Naoto Kine           |                               |
| Clock Tower Ghost Head (яп. クロックタワーゴーストヘッド)                   | Human Entertainment  | Ілюстрації і сценарій         |
| Majuu no Kuruyoru (яп. 魔獣の来る夜)                                        | Kaoru Kurimoto       | (1 том)                       |
| Houkago, Nanajikan-me. (яп. 放課後、七時間目。)                             | Nisio Isin           | Ілюстрації і сценарій         |
| Евангелион Comics Tribute (яп. 新世紀エヴァンゲリオン コミックトリビュート) | Gainax, Studio Khara | Ілюстрації і сценарій         |
| Mobile Suit Gundam 00 Paradise TV (яп. 機動戦士ガンダム00 楽園TV)           | Sunrise              | Ілюстрації і сценарій         |
| Itsuka Dokoka no Matikado de (яп. いつかどこかの街角で)                     | Sunrise              | Ілюстрації і сценарій         |

### Завершені роботи
| Назва                                                                            | Видавець                               | Кількість томів |
| -------------------------------------------------------------------------------- | -------------------------------------- | --------------- |
| Earthian (яп. アーシアン)                                                        | Shinshokan Wings Comics                | 3               |
| Saffron Zero Beat (яп. サフラン・ゼロ・ビート)                                   | Shinshokan Wings Comics                | 1               |
| Kodomotachi wa Yoru no Juunin (яп. 子供たちは夜の住人)                           | Tairikusyobou ALC・deluxe              | 2               |
| Rōrakaizā (яп. ローラカイザー)                                                   | Akita Shoten Princess Comics           | 4               |
| REN AI - Renai - (яп. REN-AI 恋愛)                                               | Akita Shoten Princess Comics           | 3               |
| You're My Only Shinin' Star (яп. You're My Only Shinin' Star 君はぼくの輝ける星) | Kodansha Party Comics                  | 1               |
| Kiga Ichizoku (яп. 飢餓一族)                                                     | Gakken Piti Comics DX                  | 1               |
| Gestalt (яп. 超獣伝説ゲシュタルト)                                               | Square Enix GFC                        | 8               |
| Yousei Jiken (яп. 妖精事件)                                                      | Kodansha Afternoon KC DX               | 5               |
| La Vie en Rose (яп. LA VIE EN ROSE)                                              | Akita Shoten Princess Comics DX        | 2               |
| Renai Crown (яп. 恋愛-CROWN-)                                                    | Soubisya Crimson Comics                | 4               |
| Hapipuri (яп. はぴぷり)                                                          | Gakken Piti Comics DX                  | 1               |
| Earthian Gaiden Himitsu no Hanazono (яп. アーシアン外伝 秘密の花園)              | Shueisha Sobisha Comics                | 1               |
| Mobile Suit Gundam 00 in those days (яп. 機動戦士ガンダム00 in those days)       | Kadokawa Shoten Kadokawa Comics Series | 1               |

### Короткі роботи
Ці короткі роботи видавалися тільки в журналах, вони ніколи не публікувалися в танкобонах.
| Назва                                       | Рік  | Журнал           |
| ------------------------------------------- | ---- | ---------------- |
| Metal Heart (яп. メタルハート)              | 1986 | Comic Val        |
| Mind Size (яп. マインドサイズ)              | 1987 | Val Pretty       |
| Glass Magic (яп. グラス・マジック)          | 1988 |                  |
| Hot Staff '88 (яп. ほっと・すたっふ'88)     | 1988 | Hana to Yume EPO |
| Ōkami wo Meguru Bouken (яп. 狼をめぐる冒険) | 1989 | Hana to Yume EPO |
| Kugatsu no Natsu (яп. 9月の夏)              | 1989 | Hana to Yume EPO |
| Yakusoku no Natsu (яп. 約束の夏)            | 1991 | Wings            |
| Yousei Jiken 1992 (яп. 妖精事件 1992)       | 1992 | Morning          |
| Kurayamizaka (яп. 暗闇坂)                   | 1999 | Afternoon        |

### Спільні роботи
| Назва                                                                       | З ким                | Вклад                          |
| --------------------------------------------------------------------------- | -------------------- | ------------------------------ |
| Wakakusa Monogatari (яп. 若草物語)                                          | Олкотт, Луїза Мей    | Ілюстрації та сценарій (1 том) |
| Choushinka Enasu (яп. 超新化エナス)                                         | Toshiki Hirano       | Ілюстрації та сценарій         |
| Carol - K (яп. CAROL-K)                                                     | Naoto Kine           |                                |
| Clock Tower Ghost Head (яп. クロックタワーゴーストヘッド)                   | Human Entertainment  | Ілюстрації та сценарій         |
| Majuu no Kuruyoru (яп. 魔獣の来る夜)                                        | Kaoru Kurimoto       | (1 том)                        |
| Houkago, Nanajikan-me. (яп. 放課後、七時間目。)                             | Nisio Isin           | Ілюстрації та сценарій         |
| Євангеліон Comics Tribute (яп. 新世紀エヴァンゲリオン コミックトリビュート) | Gainax, Studio Khara | Ілюстрації та сценарій         |
| Mobile Suit Gundam 00 Paradise TV (яп. 機動戦士ガンダム00 楽園TV)           | Sunrise              | Ілюстрації та сценарій         |
| Itsuka Dokoka no Matikado de (яп. いつかどこかの街角で)                     | Sunrise              | Ілюстрації та сценарій         |

## Оригінальний дизайн персонажів
- Carol[en] (Naoto Kine) — (Magic Bus (студія)[en])
- High School Aura Buster (Mio Wakagi) — OVA (OLM, Inc.)
- Imadoki no Vampire: Bloody Bride[en] — PlayStation відеогра (Atlus) (сім-симуляція)
- Mobile Suit Gundam 00[en] — аніме-телесеріал (Sunrise)
- Mobile Suit Gundam 00 the Movie: Awakening of the Trailblazer[en] — аніме-фільм (Sunrise)
- Un-Go — аніме-телесеріал (BONES)

## Дизайн у відеоіграх
- Shinou Densetsu Crystania (яп. 神王 伝説 クリスタニア)
- Amusing Dream (яп. アミュー ジング ドリーム)
- Bloody Bride: Imadoki no Vampire

## Колекційні Артбуки
- LOVE SONGS (1988) ISBN 978-4-403-61165-0
- SSSSPECIAL (1989) ISBN 978-4-403-61194-0
- YOUR EYES ONLY (2005) ISBN 978-4-7580-3005-2
- Mobile Suit Gundam 00 Kouga Yun Design Works (2009) ISBN 978-4-7580-1128-0
- Mobile Suit Gundam 00 Kouga Yun Dear Meisters COMIC&ARTS (2009) ISBN 978-4-04-854356-9
- Mobile Suit Gundam 00 Kouga Yun Works Complete (2010) ISBN 978-4-7580-1206-5

## Ілюстрації
- Makenden (Сеіка Нагаре)
- Mangaka Marina series (Хітомі Фуджімото)
- High School Aura Buster (Міо Якагі)
- Light Gene no Isan (Chōhei Kambayashi[en])
- Moerurubu Tokyo Annai 2006

## Інше
- Cycland (CYCLAND サイクランド) 1991 ISBN 978-4-89369-122-4
- Imadoki no Vampire: Bloody Bride[en] Setting Collection (いまどきのバンパイア-高河ゆん+大貫健一設定原画集) 1997 ISBN 978-4-8470-2452-8
- LOVELESS MIND MAP (LOVELESS MIND MAP) 2005 ISBN 978-4-7580-5167-5